# Vertrag von Soldin (1309)
Im Vertrag von Soldin vom 13. September 1309 zu Soldin erwarb der Deutsche Orden von Waldemar, Markgraf von Brandenburg, für 10.000 Silbermark brandenburgischen Gewichts dessen auf älteren Lehnsrechten beruhende Ansprüche am polnischen Herzogtum Pommerellen. Faktisch wurde mit diesem Vertrag das Herzogtum Pommerellen an den Rechten der polnischen Krone zwischen zwei deutschen Feudalstaaten geteilt. Die pommerellischen Länder um Schlawe, Stolp, Rügenwalde und Bütow gingen an die Markgrafen von Brandenburg, der größere Rest mit der Hauptfeste Danzig kam an den Deutschen Orden. 
Im 12. Jahrhundert konstituierten sich zwei Herzogtümer südöstlich der Ostsee, das Herzogtum Pommern der Greifen, und das davon östliche gelegene Herzogtum Pommerellen, das von den Samboriden beherrscht wurde. Beide Linien betonten in erhalten gebliebenen Urkunden ihr gegenseitiges verwandtschaftliches Verhältnis und beide Linien führten den Greif im Wappen, was in Pommerellen beispielsweise bis in die Neuzeit durch das Stadtwappen von Dirschau bestätigt ist. Nachdem Mestwin II. ohne einen männlichen Erben verstorben war, übernahm Przemysł II., Herzog von Großpolen, das Herzogtum Pommerellen, der sich kurz danach auch zum König von Polen krönen ließ. Die juristische Grundlage für die Übernahme bildete der Vertrag von Kempen vom 15. Februar 1282.
Nach der Ermordung von König Przemysł II., trat der Herzog von Kujawien, Władysław I. Ellenlang, die Nachfolge in Pommerellen und Großpolen an.
Der Deutsche Orden war von Władysław I. Ellenlang gegen Zahlungsversprechungen angeworben worden, weil er ihm beim Erbfolgestreit mit Waldemar um Pommerellen und Danzig helfen sollte. Der Orden verteidigte die Burg von Danzig auch erfolgreich gegen die Brandenburger, Władysław hielt jedoch seine Zahlungsversprechungen nicht ein. Um sich schadlos zu halten, besetzte der Orden 1308 daraufhin Danzig und das zugehörige Gebiet. Um die Eroberung zu legitimieren, kaufte der Orden anschließend von Waldemar die Ansprüche der brandenburgischen Markgrafen an Pommerellen ab.
Im Friedensvertrag von Kalisch 1343 erkannte der polnische König Kasimir der Große Pommerellen einschließlich Danzigs im Besitz des Deutschordensstaates an. Der Hochmeister Dietrich von Altenburg legte einer päpstlichen Untersuchungskommission 1339 auch eine den Markgrafen von Brandenburg von Friedrich II. im Jahr 1231 ausgestellte Belehnungsurkunde zur Prüfung vor. Diese Belehnungsurkunde bezog sich allerdings nur auf das Herzogtum Pommern der Greifen und wurde von den Herzögen von Pommern stets bestritten.
Kasimir III. verpflichtete sich bei der Gelegenheit, in Zukunft keine Ansprüche mehr auf Pommerellen sowie auf das Kulmer Land und das Michelauer Land zu erheben. Er erhielt dafür im Gegenzug das von Deutschordensrittern zwischen 1329 und 1332 eroberte Kujawien und das Dobriner Land zurück. Das Friedensabkommen hatten auch sieben Städte zu bestätigen: Posen und Kalisch in Großpolen, Leslau und Kujawisch-Brest in Kujawien sowie Krakau, Sandomir und Neu-Sandez in Kleinpolen. Zwei Bestimmungen des Vertragswerks von Kalisch, die Streichung Pommerellens aus der Titulatur des polnischen Königs und eine Entschädigungszahlung, waren anschließend nicht ausgeführt worden.
Die Ordensburg Marienburg wurde nach der Eroberung Pommerellens 1309 Hauptresidenz der Hochmeister des Deutschen Ordens bis 1456.